# 120 Ouest 707 à 743
Les 120 Ouest 707 à 743 sont des locomotives à tender séparé de la compagnie des chemins de fer de l'Ouest affectées à la traction des trains de voyageurs.

## Histoire
Une série de 37 machines est livrée en 1877 à la compagnie des chemins de fer de l'Ouest. En 1909, ces locomotives sont intégrées au parc des chemins de fer de l'Etat et deviennent les 120-901 à 120-937. Une seule machine sera intégrée au parc de la SNCF en 1938. Il s'agit de la 120-909 devenue 3-120 A 909.
La locomotive 120-721 a été impliquée dans l'Accident ferroviaire de la gare Montparnasse, le 22 octobre 1895.

## Construction
N° 707, livrée par la Société de construction de Batignolles en 1877
N° 708 à 723, livrées par la Société de construction des Batignolles en 1877
N° 724 à 733, livrées par  la SACM Graffenstaden en 1877
N° 734 à 743, livrées par  la Société de construction de Batignolles en 1877

## Caractéristiques
Diamètre des roues motrices:1,930 mm
Pression dans la chaudière: 9,30 kg/cm2
- Diamètre des cylindres : 420 mm
- Course des cylindres : 640 mm

Surface de grille: 7,10 m2
Surface de chauffe: 101,45 m2
Empattement des roues motrices: 4,40 m
Empattement total: 6,65 m
Poids par essieu:  13 t
Poids de la locomotive:36,006 t
Poids du tender: 20,450 t
- Capacité du tender en eau: 3 m3

Capacité en charbon:3 tonnes 3 tonnes